# Eeti Nieminen
Edvard Olavi "Eeti" Nieminen (* 29. März 1927 in Pervomayskoye; † 13. April 2016 in Helsinki) war ein finnischer Skilangläufer und Nordischer Kombinierer.
Nieminen, der für den Nokian Urheilijat startete, belegte bei den Lahti Ski Games 1950 den dritten Platz in der Nordischen Kombination. Bei den Olympischen Winterspielen 1952 in Oslo kam er auf den 21. Platz über 18 km und auf den achten Rang in der Nordischen Kombination. Im folgenden Jahr siegte er bei den Svenska Skidspelen in Boden in der Nordischen Kombination. Bei den nordischen Skiweltmeisterschaften 1954 in Falun wurde er Sechster in der Nordischen Kombination. Im selben Jahr belegte er bei den Lahti Ski Games den dritten Platz in der Nordischen Kombination. Zwei Jahre später errang er bei den Olympischen Winterspielen in Cortina d’Ampezzo den neunten Platz in der Nordischen Kombination.